# Заслуженный деятель культуры Республики Армения
Заслуженный деятель культуры Республики Армения (арм. Հայաստանի Հանրապետության մշակույթի վաստակավոր գործիչ)  — почётное звание Армении. Звание присваивает Президент Республики Армения артистам театра, кино, цирка, режиссёрам, художественным руководителям музыкальных, хоровых, танцевальных и других организаций, постановщикам, композиторам, хормейстерам, концертмейстерам, музыкантам-исполнителям, архитекторам, журналистам, отличившимся в сферах развития искусства и культуры и имеющим заслуги писателям, работникам кинематографии, телевидения и радио, печати, издательств, музеев, библиотек и другим работникам культуры за высокое мастерство, создание ценных произведений и большие заслуги в развитии культуры.